# The Dark Side of Porn
The Dark Side of Porn è una serie di documentari sul mondo dell'industria della pornografia prodotti dalla società Lion Television, andati in onda nel Regno Unito dal 25 aprile 2005 al 19 aprile 2006 sulla rete televisiva Channel 4.
La serie venne diretta da un regista differente per ogni episodio.

## Stagioni
| N° | Episodi | Date                            |
| -- | ------- | ------------------------------- |
| 1ª | 4       | 25 aprile 2005 – 28 aprile 2005 |
| 2ª | 5       | 10 aprile 2006 – 19 aprile 2006 |

## Episodi

### Prima stagione
| N. | Data           | Titolo                       | Argomento |
| -- | -------------- | ---------------------------- | --- |
| 1° | 25 aprile 2005 | Porn Shutdown                | A Darren James è stato diagnosticato l'HIV all'inizio del 2004, il che ha portato a una chiusura di due mesi dell'industria cinematografica per adulti a Los Angeles. Con l'ex pornostar Sharon Mitchell, fondatrice della Adult Industry Medical Health Care Foundation e Rob Black, produttore di pornografia Gonzo. |
| 2° | 26 aprile 2005 | Diary of a Porn Virgin       | Questo episodio offre uno spaccato della vita dei nuovi arrivati nell'intrattenimento per adulti. Dall'approccio iniziale a un'agenzia di moda e dal primo servizio fotografico sexy al test dell'HIV, all'audizione e al primo servizio hardcore, mostra la cruda realtà di cosa significa lavorare nell'industria pornografica in Gran Bretagna oggi. Narrato da Andrea Oliver. |
| 3° | 27 aprile 2005 | Debbie Does Dallas Uncovered | Conosciuto anche come The Curse of Debbie Does Dallas, sulla scia di Inside Gola profonda, esamina la storia della produzione e del marketing del cult del 1978 Debbie Does Dallas ed è uno studio sull'industria del porno negli anni settanta. Le interviste con ex pornostar cercano anche di svelare il mistero di Bambi Woods, la stellina scomparsa dall'industria poco tempo dopo Debbie Does Dallas e che si diceva avesse legami con la mafia e problemi con l'FBI. Con interviste a Robin Byrd, una delle attrici del film e Bill Kelly, un ex agente dell'FBI che lavorava sotto copertura a un'operazione per arrestare i produttori di film pornografici. |
| 4° | 28 aprile 2005 | Death of a Porn Star         | Questo episodio esamina il mistero che circonda la morte di Lolo Ferrari. Con interviste alla madre, al suo chirurgo plastico e al marito. Narrato da Jamie Glover. |

### Seconda stagione
| N. | Data           | Titolo               | Argomento |
| -- | -------------- | -------------------- | --- |
| 1° | 10 aprile 2006 | Amateur Porn         | Questo episodio esamina cosa sta succedendo nell'industria del sesso britannica, dove nuovi attori maschi si mettono in fila per partecipare a film hard senza essere pagati. |
| 2° | 11 aprile 2006 | Me and My Slaves     | Questo episodio è incentrato su "Rick", un "padrone" BDSM professionista che vuole lasciare il lavoro dopo averlo fatto per 25 anni. Rick parla intimamente della sua vita. |
| 3° | 12 aprile 2006 | Hunting Emmanuelle   | Questo episodio esamina l'impatto culturale del film Emmanuelle del 1974. Include un'intervista a Sylvia Kristel. |
| 4° | 18 aprile 2006 | Does Snuff Exist?    | Questo episodio indaga sulla verità dietro i cosiddetti snuff movies. Presenta il caso tedesco del 1997 in cui Ernst Dieter Korzen e Stefan Michael Mahn rapirono una prostituta e registrarono la sua tortura. Narrato da Ian Michie. Include un'intervista al detective britannico Michael Hames. |
| 5° | 19 aprile 2006 | The Real Animal Farm | Esamina la storia dietro i film porno con atti di zoofilia e discute il famigerato video Animal Farm. Diversi intervistati, tra cui David Kerekes (coautore di Killing For Culture e See No Evil), lo scrittore Phil Tonge, la scrittrice femminista Germaine Greer e il pornografo inglese Ben Dover, tutti hanno ammesso di aver visto copie pirata di Animal Farm negli anni ottanta, ma apparentemente non erano a conoscenza del fatto che non esisteva un film del genere: l'entità a cui si faceva riferimento come tale era semplicemente una serie di cortometraggi esistenti di sesso con animali attaccati insieme. Il documentario racconta anche la storia di Bodil Joensen, una giovane donna traumatizzata psicologicamente la cui breve notorietà come "Regina della bestialità" fu seguita da una spirale discendente di abuso di alcol e prostituzione prima della morte per cirrosi epatica all'età di quarant'anni. Narrato da John Simm. |